# Мюльбак-сюр-Брюш
Мюльбак-сюр-Брюш (фр. Muhlbach-sur-Bruche) — коммуна на северо-востоке Франции в регионе Гранд-Эст (бывший Эльзас — Шампань — Арденны — Лотарингия), департамент Нижний Рейн, округ Мольсем, кантон Мюциг. До марта 2015 года коммуна административно входила в состав кантона Мольсем (округ Мольсем).
Площадь коммуны — 8,38 км², население — 630 человек (2006) с тенденцией к росту: 650 человек (2013), плотность населения — 77,6 чел/км².

## Население
Население коммуны в 2011 году составляло 650 человек, в 2012 году — 647 человек, а в 2013-м — 650 человек.
| 1962 | 1968 | 1975 | 1982 | 1990 | 1999 | 2006 | 2008 | 2011 | 2012 | 2013 |
| ---- | ---- | ---- | ---- | ---- | ---- | ---- | ---- | ---- | ---- | ---- |
| 508  | 558  | 532  | 548  | 583  | 611  | 630  | 644  | 650  | 647  | 650  |

Динамика населения:

## Экономика
В 2010 году из 439 человек трудоспособного возраста (от 15 до 64 лет) 344 были экономически активными, 95 — неактивными (показатель активности 78,4 %, в 1999 году — 71,0 %). Из 344 активных трудоспособных жителей работали 315 человек (151 мужчина и 164 женщины), 29 числились безработными (11 мужчин и 18 женщин). Среди 95 трудоспособных неактивных граждан 28 были учениками либо студентами, 41 — пенсионерами, а ещё 26 — были неактивны в силу других причин.

## Достопримечательности (фотогалерея)

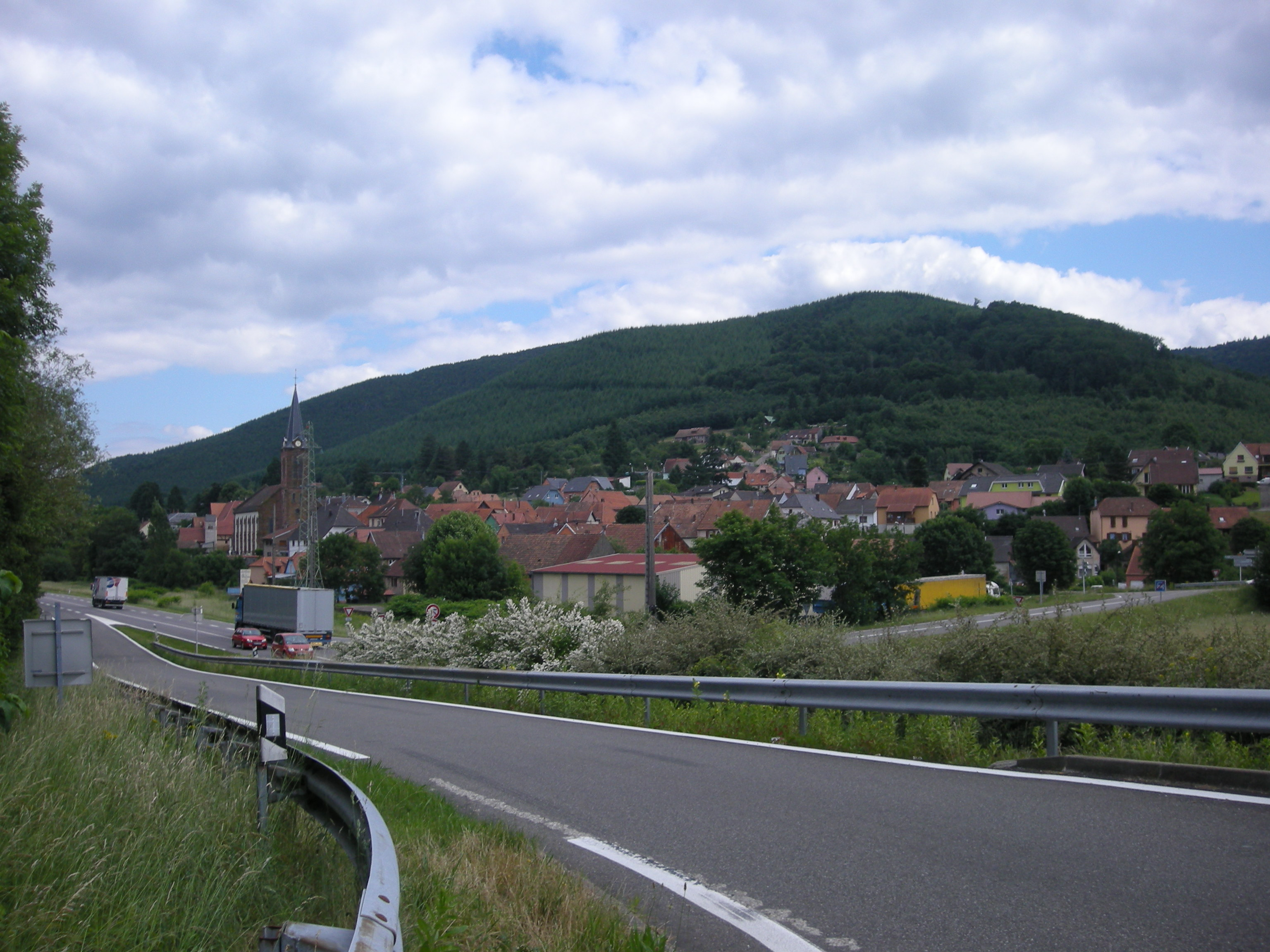
Вид на коммуну
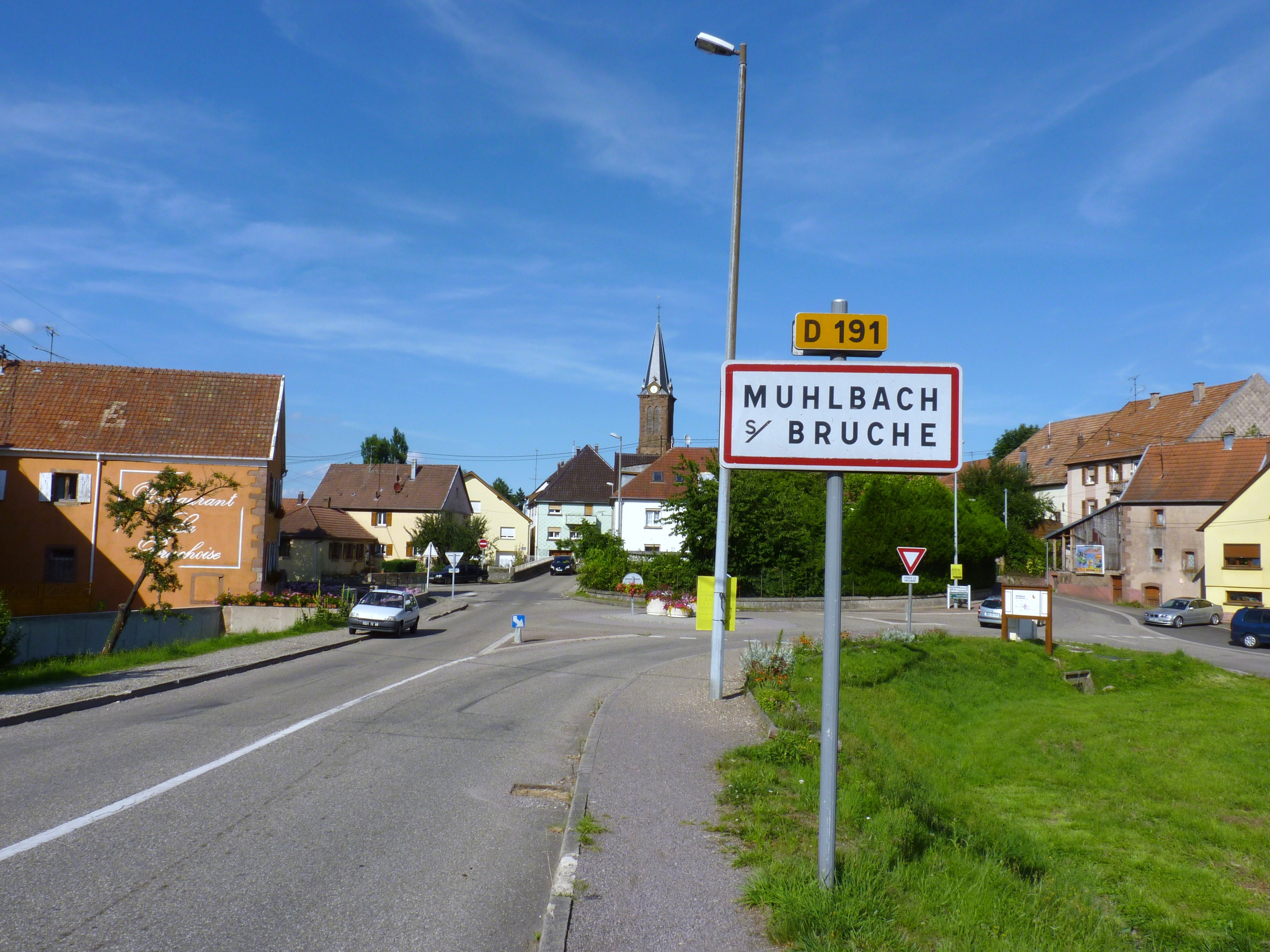
На въезде
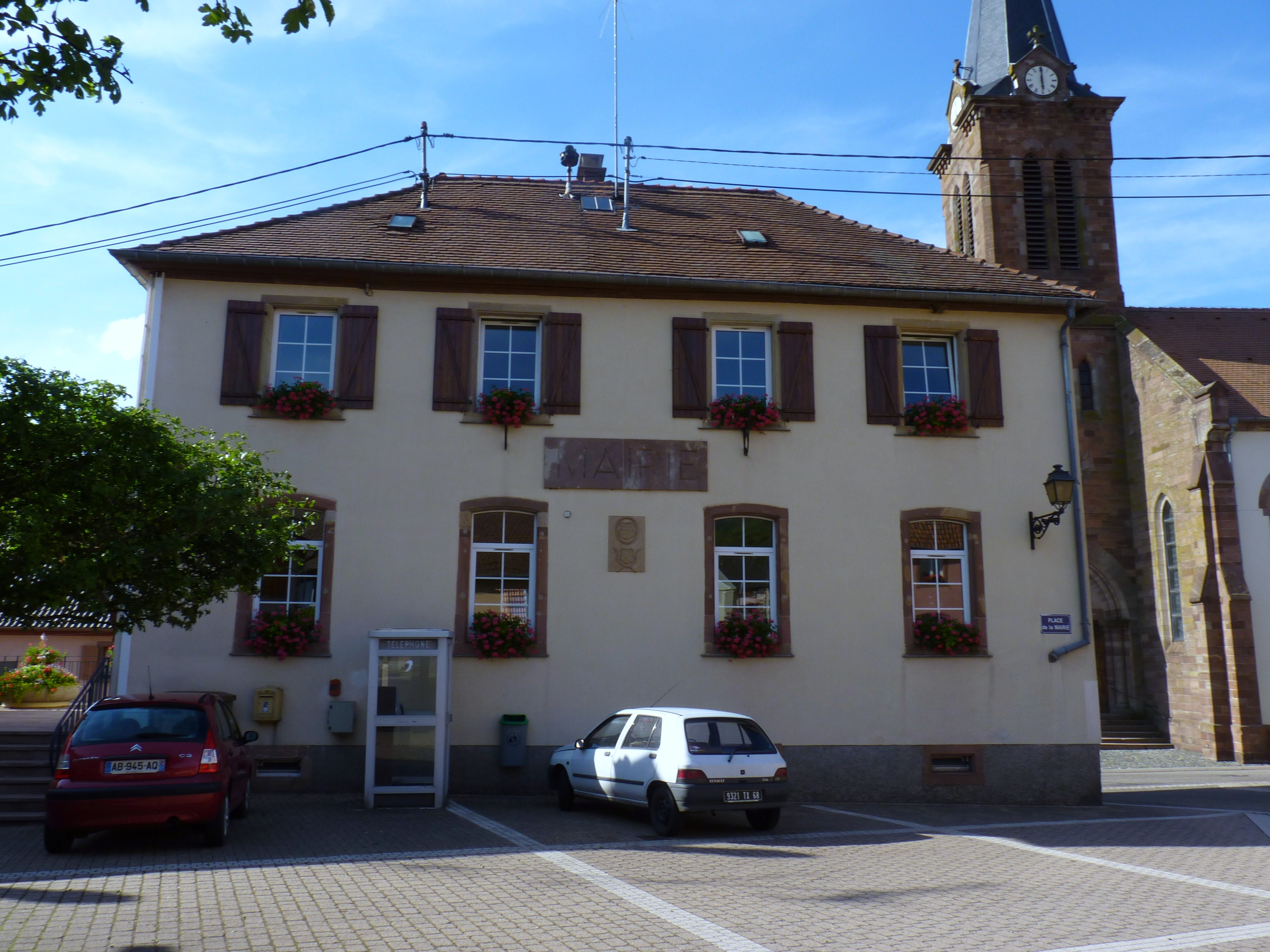
Здание мэрии
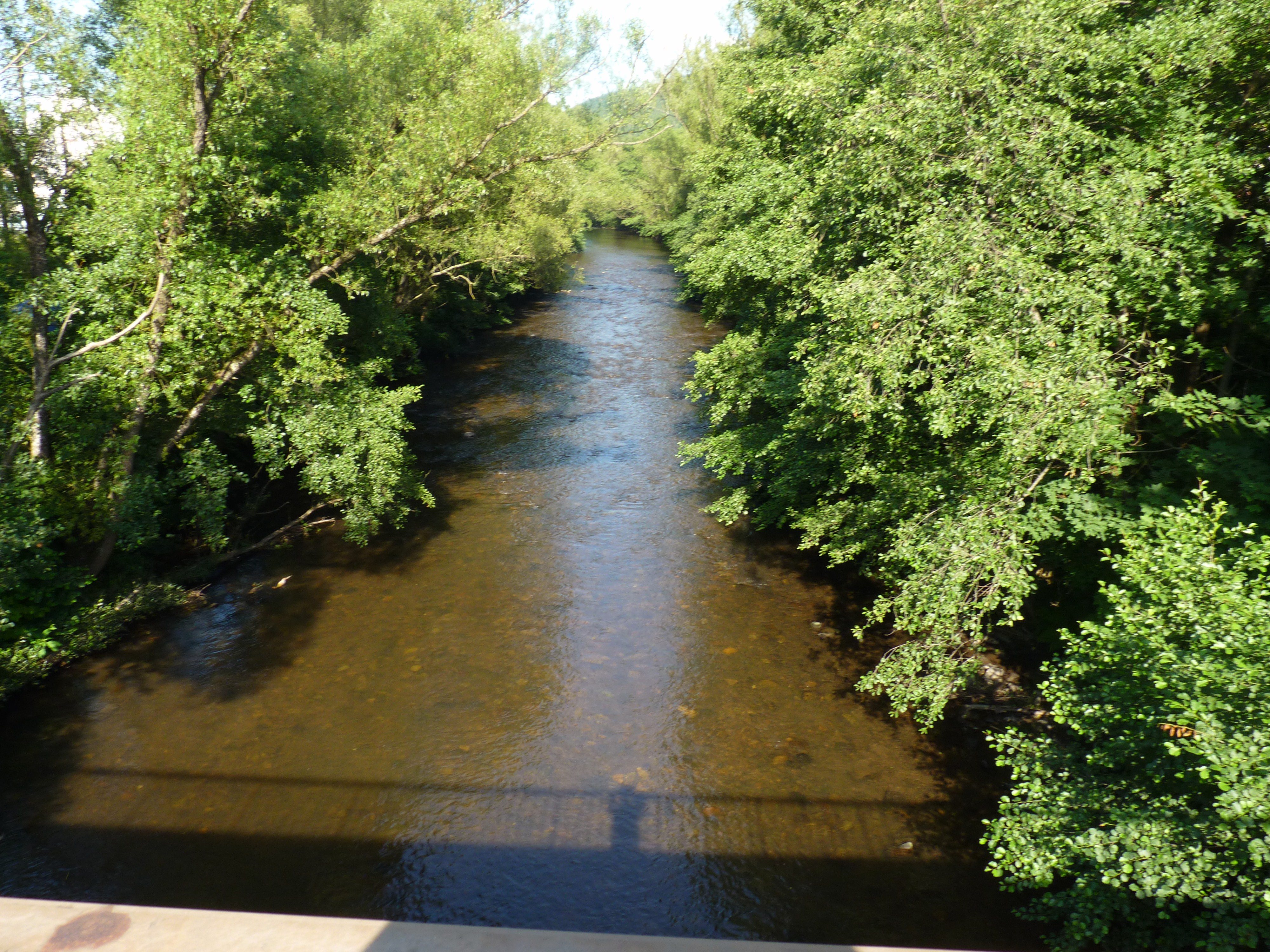
Река
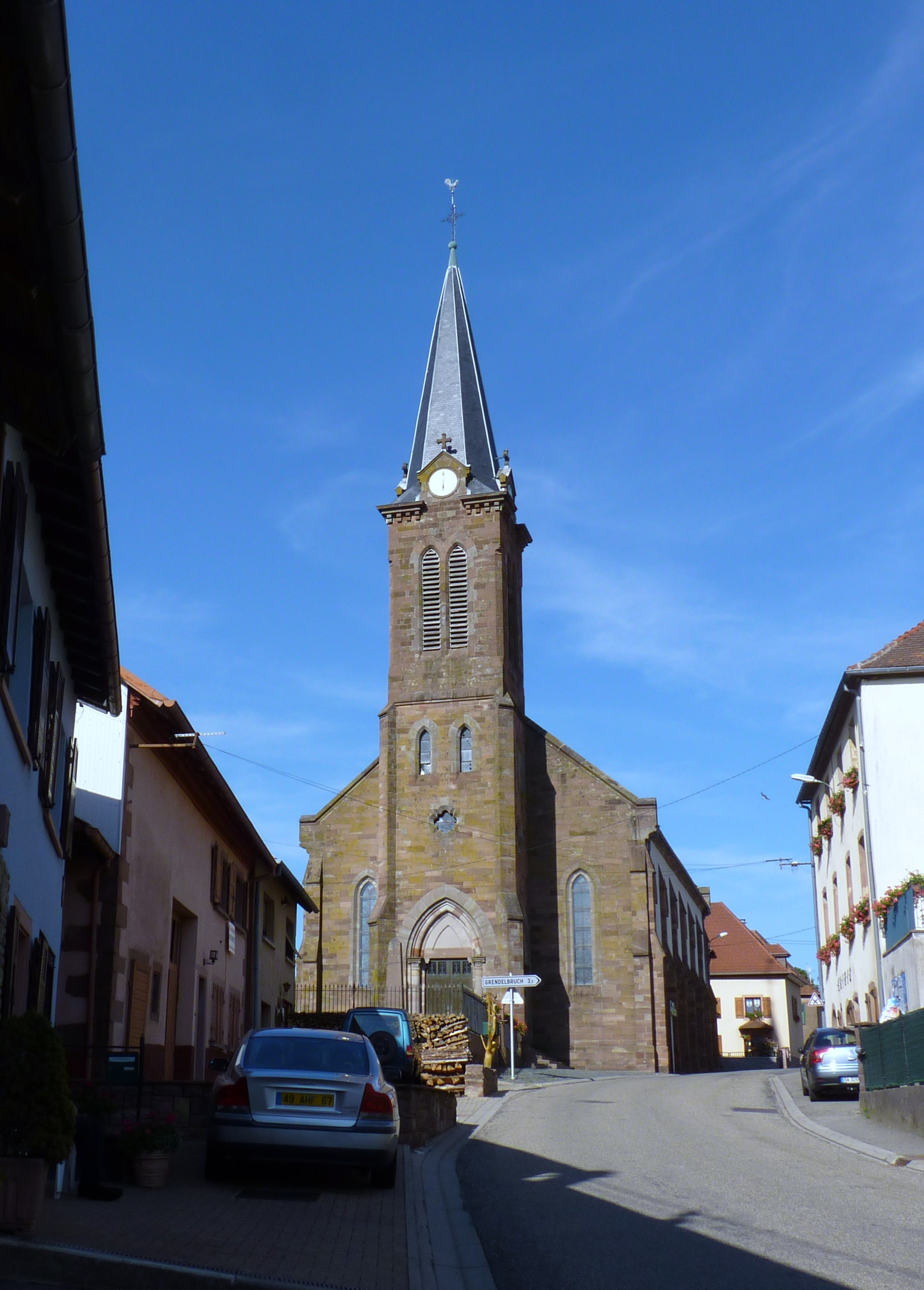
Церковь Нотр-Дам
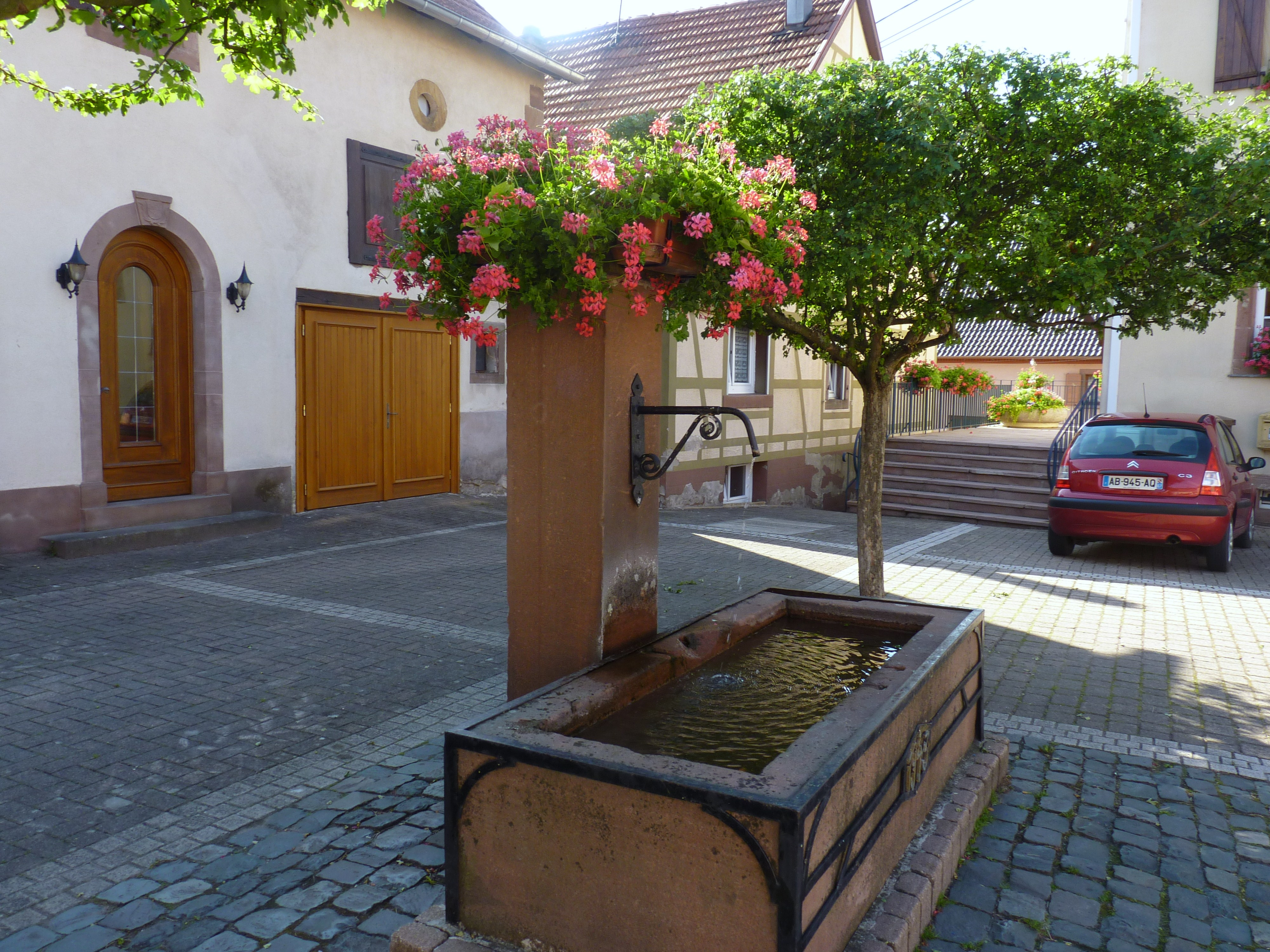
Небольшой фонтан в центре коммуны